# Théorie astronomique des paléoclimats
La théorie astronomique des paléoclimats est un modèle utilisé en sciences de la Terre pour expliquer le caractère cyclique des variations générales du climat au cours des temps géologiques. Cette théorie explique que l'énergie radiative reçue par la Terre en provenance de l'espace — essentiellement du Soleil — est quantitativement affectée de variations à long terme, corrélées à celles de son orbite et de ses paramètres de rotation. Les variations concernent la quantité nette d'énergie reçue, sa répartition et sa « gestion » par l'écosystème Terre. La théorie avance que ces variations sont périodiques, et qu'elles influencent par conséquent le climat selon des motifs cycliques (alternance de périodes glaciaires et interglaciaires, notamment). Il est possible d'en retrouver une trace via différents indicateurs, par exemple dans les roches sédimentaires ou des carottages de glace, dont l'étude fait partie de la cyclostratigraphie. La théorie astronomique des paléoclimats est aujourd'hui l'explication classique des phénomènes de (dé)glaciation au Quaternaire, mais trouve également des applications, moins assurées, pour des périodes plus anciennes de l'échelle des temps géologiques.

## Éléments généraux — cas de la Terre
Le climat terrestre est largement influencé par l'intensité de l'insolation en provenance de l'espace, intensité mesurée comme un flux énergétique (W⋅m−2). Si on se place du point de vue spatio-temporel de l'homme, l'insolation connaît des variations en fonction des saisons (cycles annuels, entre été et hiver), mais aussi en fonction de la latitude (gradient de température des pôles à l'équateur). La théorie astronomique des paléoclimats stipule qu'il existe un forçage astronomique de ces variations sur le très long terme, en raison d'évolutions cycliques ou quasi-cycliques de la configuration des corps célestes — les objets concernés étant principalement le Soleil, la Terre et les planètes géantes.
Les principaux paramètres influençant l'insolation de la Terre, et responsables de ce forçage du climat sont :
- l'excentricité de l'orbite terrestre ;
- l'inclinaison de l'axe de rotation de la planète ;
- la précession climatique.

Ces paramètres évoluent sous l'influence de l'évolution du positionnement relatif de différents corps célestes dans le système solaire, de façon périodique : on parle de cycles de Milankovitch. À une configuration astronomique donnée correspond un niveau d'insolation donné, c'est-à-dire un flux énergétique donné dont la valeur est ensuite modifiée par des rétroactions, positives ou négatives, prenant place à l'intérieur du système climatique terrestre (en particulier, du fait des interactions entre atmosphère et hydrosphère : albédo terrestre, action des gaz à effet de serre, absorption par les nuages, réflexion par la végétation, etc.) Cette évolution de l'insolation et ces rétroactions, complexes, sont à l'origine de tendances climatiques (au refroidissement ou au réchauffement), dont le signal est notamment enregistré dans les sédiments, au travers d'indicateurs climatiques tels que le taux de deutérium. La théorie du forçage astronomique des paléoclimats est étudiée et mise à l'épreuve en cyclostratigraphie, et intervient plus généralement en climatologie.
Initialement développée pour apporter une réponse quantitative aux problèmes des alternances glaciaires-interglaciaires au Quaternaire, elle tend à être généralisée pour les temps plus anciens mais néanmoins accessibles à travers un enregistrement stratigraphique complet, i.e. jusqu'à la limite avec le Précambrien. Les difficultés rencontrées pour les âges plus reculés que le Quaternaire sont de plusieurs types : l'absence de séries sédimentaires continues sur lesquelles travailler ; la nécessité de dissocier ce qui est de l'ordre du forçage astronomique, des rétroactions, et ce dans des contextes climatiques différents de l'actuel (atmosphère réductrice, etc. donc rétroactions éventuelles différentes) ; l'imprécision et l'incertitude sur les valeurs des périodes des paramètres de Milankovitch au-delà de quelques dizaines de millions d'années (évolution chaotique du système solaire).
Il n'y a de fait pas de consensus sur l'application de la théorie astronomique des paléoclimats au-delà d'une limite qui correspond grosso modo au Tertiaire. Il est possible que pour les temps plus anciens, le climat ait été paramétré à la fois par un contrôle orbital (l'insolation a toujours varié puisque les planètes et le Soleil ont toujours été mobiles en termes relatifs et absolus), mais aussi par la tectonique (répartition des masses continentales, des courants océaniques…).
En accord avec la théorie d'un forçage astronomique du climat, des modèles climatiques sont proposés afin d'étudier les interactions entre ce forçage et les rétroactions. Contrairement aux premières hypothèses, l'évolution climatique sous contrôle orbital n'est pas progressive, mais connaît des phases de transition plus ou moins abrupte. L'interaction de différents mécanismes régulateurs ou amplificateurs semble engendrer un comportement en « seuils ». À ces premiers éléments de complexité s'ajoutent la multiplication des facteurs à prendre en compte pour affiner les modèles, de petites variations initiales pouvant résulter en de grandes rétroactions positives.
L'hémisphère Nord en particulier jouerait un rôle important ; en effet c'est dans celui-ci que se trouvent la majorité des terres émergées, sur lesquelles pourront se trouver glaces et neiges, modifiant l'albédo et ainsi l'énergie du soleil réfléchie ou absorbée par la surface de la planète. Ce phénomène serait responsable des glaciations du Quaternaire.Ainsi les masses continentales et leur position, répartition, a une influence sur le climat terrestre.

## Éléments historiques

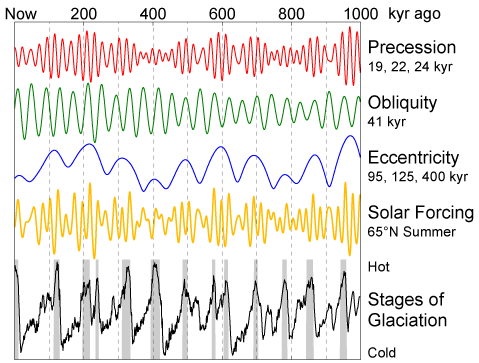
Variations à long terme sur le dernier million d'années de l'excentricité, de la précession climatique, de l'obliquité et de l'insolation à 65°N au solstice d'été, en. Milankovitch établit une telle courbe d'insolation en 1941 et relança l'hypothèse d'un forçage astronomique du climat.

Comme de nombreux paradigmes des sciences de la Terre, la théorie astronomique des paléoclimats a d'abord soulevé une vive opposition. Les considérations sur un forçage du climat par des déterminants orbitaux ont été synthétisées lorsqu'une nouvelle discipline de la stratigraphie, la cyclostratigraphie, s'est organisée autour de méthodes analytiques adaptées à ce genre de problème.
Dans la seconde moitié du XIXe siècle, puis dans la première du XXe siècle, l'étude de l'alternance entre périodes glaciaires et interglaciaires dans les temps quaternaires conduit à considérer le climat général de la Terre comme son déterminant principal. Pour autant, l'idée que le climat terrestre puisse lui-même être influencé par des paramètres astronomiques, donc exogènes, et en sus cycliques, a mis longtemps à s'imposer, car cette idée n'allait pas de soi. Pourtant, le « forçage astronomique » est une hypothèse proposée dès 1842 par le mathématicien français Joseph-Alphonse Adhémar, qui relie les périodes de glaciations découvertes en 1837 par Louis Agassiz au phénomène de précession. Cette approche est reprise en 1864 par James Croll : le climatologue écossais établit une corrélation entre excentricité, précession, obliquité et climat au moyen d'un phénomène de rétroaction positive. Elle concerne essentiellement l'efficacité de l'albédo : lorsque la quantité d'énergie reçue par les hautes latitudes nord diminue en hiver, le développement de l'inlandsis favorise la réflexion énergétique. De ce fait, le climat général se refroidit, ce qui maintient une dynamique glaciaire positive et une tendance à la glaciation auto-entretenue. Pour autant, le grand rôle attribué à la précession devait faire échouer cette théorie, car il fut impossible de la faire concorder avec les faits : les périodes de glaciation auraient été trop longues et asynchrones entre les deux hémisphères. En 1895, Gilbert attribue à la précession climatique les alternances marno-calcaires de Green River (Colorado, USA) du Crétacé supérieur, mais ne rencontre pas plus de succès académique.
Par le rejet de la théorie de Croll, c'est aussi l'idée d'un forçage climatique sur les séries sédimentaires qui est abandonnée à cette époque, et c'est seulement dans les années 1940 qu'un modèle climatique complet, faisant intervenir plusieurs paramètres astronomiques, est à nouveau proposé. Il est l'œuvre du géophysicien serbe Milutin Milankovitch, qui s'appuie sur les idées de Brückner, Köppen et Wegener. Si le principe reste identique au modèle de Croll, ce sont cette fois les étés qui jouent le rôle prédominant : quand ils sont frais, ils favorisent l'accumulation annuelle de neige aux latitudes nord, car la fonte s'affaiblit. Il y a donc une rétroaction différée. Milankovitch réalise notamment le calcul d'une courbe d'insolation estivale, mais des lacunes dans les modèles astronomiques et l'imprécision de l'échelle des temps géologiques ne permettent pas alors de confirmer ou d'infirmer ses résultats de façon précise.
Afin de mettre en évidence les interactions entre périodicités orbitales, variations climatiques et cyclicités dans les dépôts sédimentaires — les trois paramètres essentiels en cyclostratigraphie — un signal devait être dégagé de la lithologie étudiée. De plus, ce signal devait pouvoir donner accès à une résolution importante en temps, faute de quoi les cycles climatiques ne pourraient être mis en évidence. La cyclostratigraphie repose de fait sur l'échantillonnage d'indicateurs paléoclimatiques, ou proxies, dits « de haute résolution » : le premier objectif expérimental consiste en la vérification d'une corrélation précise et généralisée entre des cycles astronomiques connus, dits « de Milankovitch », et les éventuelles cyclicités observées dans les enregistrements sédimentaires au niveau des indicateurs. L'étude du niveau de corrélation entre indicateurs et cycles de Milankovitch est réalisée au moyen de diverses techniques, selon le principe général suivant : détection physique par sondes et/ou analyse géochimiques précises, puis traitement des données par analyse spectrale. La disponibilité et la fiabilité de ces techniques n'est intervenue que dans la seconde moitié du XXe siècle. On comprend alors pourquoi l'idée d'un forçage astronomique du climat fut d'abord rejetée, pour être finalement acceptée plus d'un siècle plus tard, dans les années 1970, lorsque les techniques et les modèles nécessaires sont devenus disponibles.

## Ailleurs que sur Terre
Les cycles de Milankovitch sont définis pour la Terre, mais la même idée d'un forçage astronomique peut être appliquée aux autres planètes du système solaire ; la possibilité d'un forçage astronomique du climat sur d'autres corps célestes n'est donc pas à écarter. Plusieurs difficultés majeures sont toutefois à surmonter :
- il faut déterminer des solutions astrophysiques aux paramètres de Milankovitch en tenant compte de l'évolution chaotique des orbites ;
- il faut collecter des données permettant d'utiliser un indicateur quelconque, afin de pouvoir vérifier l'existence d'une corrélation entre cycles et climat ;
- il faut construire un modèle climatique général pour examiner la validité des éventuels résultats.

### Mars
Parmi les planètes proches étudiées, Mars est celle ayant reçu le plus d'attention à ce jour. L'insolation martienne est tributaire des mêmes paramètres que sur Terre, mais les périodes et perturbations en jeu sont largement différents. L'obliquité moyenne martienne est très comparable à celle de la Terre : 25,2° et 23,3° respectivement. Toutefois, ces valeurs proches ne résultent pas de la même dynamique. Sur Terre, le couple Lune-Terre maintient l'obliquité dans une fourchette de valeurs restreinte, avec une amplitude d'un degré et demi seulement. L'obliquité martienne connaît par contre une évolution chaotique et n'est par conséquent calculable avec une marge d'erreur acceptable que pour quelques millions d'années seulement dans le passé. Parmi les facteurs influençant l'obliquité figure la variation de l'inclinaison du plan orbital de Mars (le plan orbital terrestre, ou « plan de l'écliptique », connaît également des variations angulaires).
Il s'avère que la gamme de valeurs prises par l'obliquité et la précession martiennes aboutit à des phases de résonance orbitale, pendant lesquelles la valeur de la précession climatique est égale à la vitesse d'évolution angulaire du plan de l'orbite. Ces phases amplifient les variations de l'obliquité, ce qui aboutit à son évolution chaotique par « saut » de valeurs. De ce fait, Mars connaît plusieurs régimes orbitaux (excentricité forte et faible avec transition rapide), une situation originale par rapport à la Terre, relativement stabilisée. Dans ces conditions, quel modèle de forçage climatique éventuel peut être proposé pour Mars ?
La mission Mars Surveyor 98 de la NASA a donné accès à des données géologiques minimales sur la calotte glaciaire au pôle sud. Les photographies montrent, aux abords de crevasses, des empilements stratifiés interprétés comme l'étagement de dépôts successifs de glace. En utilisant la méthodologie développée en cyclostratigraphie, des résultats ont été obtenus, à condition de postuler l'existence effective d'un forçage climatique — sans quoi il était évidemment illusoire d'espérer mettre au jour une corrélation entre climat et cycles de Milankovitch martiens. Les indicateurs utilisés étaient la luminosité des strates et leur altimétrie. Les biais, classiques mais importants, étaient la constance du taux d'accumulation, l'absence de hiatus d'érosion et de non dépôt, etc. L'analyse spectrale des données ainsi échantillonnées établit une bonne corrélation pour l'obliquité et la précession climatique, avec un taux moyen d'accumulation de la glace égal à environ 0,5 mm par an. Cette corrélation est donc l'indice de l'existence effective d'un forçage astronomique du climat martien, pour les quelques dizaines de millions d'années passées.
Des recherches plus poussées, assistées d'un modèle climatique général relativement simplificateur, montrent l'existence probable de tendances climatiques de long terme : en régime de forte obliquité, la glace s'accumule dans quelques régions équatoriales isolées ; en régime de faible obliquité, ces calottes fondent et la glace s'accumule aux hautes latitudes sud et nord, de façon généralisée. On retrouve alors une dynamique pseudo-glaciaire-interglaciaire par analogie à la Terre. En fait, ces phases sont plus marquées sur Mars, et pourraient expliquer pourquoi d'immenses étendues du sous-sol martien aux hautes latitudes sont constituées d'un mélange de glace et de régolithe dans des proportions étonnantes. Globalement, ces résultats, bien qu'imprécis et tributaires de postulats forts, sont compatibles avec les données et hypothèses géologiques et chimiques issues des missions spatiales successives.

## Prévisions de long terme
En utilisant des modèles climatiques généraux développés dans le cadre de la théorie astronomique des paléoclimats, des prévisions deviennent possibles. Il s'agit pour l'heure essentiellement de dégager des tendances, sans viser trop de précision, même si les applications de la théorie astronomique des paléoclimats incluent de plus en plus la validation de modèles climatiques prédictifs : lorsqu'un modèle reproduit fidèlement les paléoclimats successifs ainsi que le climat actuel, sa capacité prédictive s'en trouve améliorée.
En utilisant les projections dans le futur pour les paramètres de Milankovitch, différents scénarios ont été testés en faisant varier des paramètres, à commencer par la concentration atmosphérique en CO2. « [...] seule une concentration actuelle de 220 ppmv ou moins permet une entrée en glaciation [dans les 100 000 ans à venir], une hypothèse pour le moins irréaliste au vu de la situation présente et des prévisions pour le futur. » Les enregistrements passés indiquent que les plus longues glaciations correspondent à des phases de conjonction entre une excentricité nulle et un taux en CO2 relativement bas. D'ici 20 000 ans, l'orbite terrestre se rapprochera d'un cercle, mais les projections actuelles sur les concentrations en CO2 ne sont guère favorables à une interruption de l'interglaciaire dans lequel nous vivons, l'Holocène.